# J.H. Keizer
J.H. Keizer (ca.1913 – 1984) was een Nederlandse schaker en bedenker van het Keizersysteem, een schaaktoernooisysteem dat geschikt is voor competities waarvan de spelersbezettingsgraad per ronde kan variëren. Hij was tevens de ontwikkelaar van 's werelds eerste computerprogramma voor het samenstellen van schoollesroosters.

## Levensloop
Keizer groeide op in Enschede waar hij het schaken op zijn zestiende van een zeevarende neef leerde. Hij sloot zich aan bij een schaakclub, werd er clubkampioen en won vijf maal de Enschedese titel in het Noordendorptoernooi en twee maal werd hij Twents kampioen. Na de Tweede Wereldoorlog verhuisde hij naar Hengelo, maar bleef in Enschede spelen. Hij speelde in nationale bondstoernooien en in het Hoogoventoernooi en won diverse prijzen. Hij was derhalve een gelouterde schaker en secretaris van de Enschedese schaakvereniging ESGOO toen hij het Keizersysteem ontwikkelde. Hij publiceerde hierover in 1956 het boekje Systeem Keizer. De ideale oplossing voor het ranglijstprobleem, dat later meerdere herdrukken zou krijgen. Hij werd bij ESGOO tot erelid gemaakt. Daarna speelde hij voor de schaakclub HSC in Hengelo, waar hij tevens met succes voorzitter was: de vereniging bloeide onder zijn leiding. In 1975 was Keizer Nederlands schaakkampioen bij de Senioren.
Het Keizersysteem was weliswaar succesvol, de handmatige bewerkingen van de rang- en spelerslijsten na iedere ronde was bijzonder bewerkelijk en Keizer ontwikkelde hiervoor een computerprogramma. Het gebruik van de computer kwam ook van pas bij de ontwikkeling van een programma voor het maken van lesroosters voor scholen. Deze lesroosterprogramma was het eerste ter wereld en heeft ertoe geleid dat schoolroosters in 10 minuten in elkaar gezet kunnen worden waar leraren tot dan wekenlang aan het puzzelen zijn.

## Publicatie
- Keizer, J.H. (1956), Systeem Keizer. De ideale oplossing voor het ranglijstprobleem. Enschede: Planeta[4] (1e druk)